# 1890

## Събития
- 1 януари – Кралство Италия установява Еритрея като тяхна колония в Африканския рог.
- 2 януари – Алис Сангър става първата жена служител в Белия дом.
- 5 февруари – Световната марка за застрахователни и финансови услуги Алианц е основана в Берлин, Германия.
- 20 март – Кайзер Вилхелм II принуждава Ото фон Бисмарк да подаде оставка като канцлер на Германия.
- 20 юни – „Портретът на Дориан Грей“ от Оскар Уайлд е публикувана от базираното във Филаделфия списание Lippincott's Monthly Magazine.
- 1 юли – Първи политически избори в Япония.
- 3 юли – Айдахо става 43-тия щат на САЩ.
- 10 юли – Уайоминг става 44-тия щат на САЩ.
- 27 юли – Художникът Винсент ван Гог се застрелва и умира два дни по-късно.
- 6 септември – В гр. Дъблин е основан ирландският футболен клуб Бохемианс.
- 12 септември – Основан е гр. Солсбъри (днешен Хараре), Родезия (днешно Зимбабве).
- 1 октомври – Създаден е националният парк Йосемити в Калифорния.
- 23 ноември – Крал Вилем III Нидерландски умира без мъжки наследник и е приет специален закон, позволяващ на дъщеря му принцеса Вилхелмина да го наследи.

## Родени
- Илия Дигалов, български революционер
- Георги Въндев, български революционер
- 9 януари – Карел Чапек, чешки писател
- 9 януари – Курт Тухолски, германски поет и публицист
- 16 януари – Асен фон Хартенау, граф Хартенау
- 19 януари – Иван Зонков, деец на БКП
- 20 януари – Яко Доросиев,
- 4 февруари – Първан Драганов, български офицер, политик и дипломат (23 януари стар стил)
- 10 февруари – Борис Пастернак, руски писател
- 17 февруари – Роналд Фишер, английски учен
- 9 март – Вячеслав Молотов, съветски политик
- 12 март – Идрис, крал на Либия
- 25 март – Чудомир, писател
- 2 май – Едуард Смит, американски писател
- 10 май – Алфред Йодл, германски офицер
- 19 май – Хо Ши Мин, виетнамски политик
- 31 май – Петко Стайнов, български юрист и общественик
- 12 юни – Егон Шиле, австрийски художник
- 13 юни – Мина Тодорова, любима на Яворов
- 8 юли – Валтер Хазенклевер, германски писател († 1940 г.)
- 19 юли – Георгиос II, крал на Гърция
- 21 юли – Едуард Дитл, германски офицер
- 22 юли – Роуз Кенеди, американски филантроп и матриарх на семейство Кенеди
- 5 август – Ерих Клайбер, австрийски диригент
- 19 август – Ари Калъчев, български живописец
- 20 август – Константин Константинов, български писател и преводач
- 20 август – Хауърд Лъвкрафт, американски писател
- 21 август – Иван Орманджиев, български историк
- 27 август – Ман Рей, американски фотограф
- 9 септември – полковник Харланд Дейвид Сандърс, американец, основател на KFC
- 10 септември – Франц Верфел, австрийски поет, романист, драматург
- 15 септември – Агата Кристи, английска писателка
- 16 септември – Константин Лукаш, български военен деец
- 20 септември – Лазар Парашкеванов, български архитект
- 23 септември – Пандо Киселинчев, български скулптор
- 23 септември – Фридрих Паулус, германски генерал
- 1 октомври – Любомир Золотович, български актьор
- 2 октомври – Граучо Маркс, американски комик
- 7 октомври – Димитър Дюлгеров, български богослов
- 14 октомври – Дуайт Айзенхауер, американски политик и военен деец, 34-ти президент на САЩ (1953 – 61)
- 16 октомври – Майкъл Колинс, ирландски революционер и държавник
- 21 октомври – Герит Енгелке, германски писател († 1918 г.)
- 9 ноември – Григорий Кулик, съветски маршал
- 28 ноември – Никола Диклич, хърватски музикант
- 22 ноември – Шарл дьо Гол, френски генерал и политик, президент на Франция (1958 – 1969)
- 11 декември – Карлос Гардел, аржентински музикант

## Починали
- Константин Държилов, български общественик
- Максимилиан Фаянс, полски художник и фотограф
- 14 януари – Фьодор Радецки, руски офицер
- 18 януари – Мариано Гуадалупе Валехо, американски военен и политик
- 2 февруари – Огюст Дозон, френски дипломат
- 17 февруари – Кристофър Шоулс, американски изобретател
- 18 февруари – Дюла Андраши, унгарски политик
- 16 юни – Коста Паница, български офицер
- 7 юли – Анри Нестле, германски предприемач и изобретател
- 15 юли – Готфрид Келер, швейцарски писател
- 16 юли – Юджийн Скайлър, американски учен и дипломат
- 29 юли – Винсент ван Гог, холандски художник
- 19 октомври – Ричард Франсис Бъртън, британски пътешественик, изследовател, преводач
- 26 октомври – Карло Колоди, италиански писател
- 8 ноември – Цезар Франк, белгийско-френски композитор
- 15 декември – Седящия бик, индиански вожд и шаман
- 26 декември – Хайнрих Шлиман, германски археолог